# Àlex Corretja
Àlex Corretja Verdegay (født 11. april 1974 i Barcelona, Spanien) er en tidligere professionel spansk tennisspiller, der blev professionel i 1991 og stoppede i 2005. Han nåede igennem sin karriere at vinde sytten single- og tre doubletitler, og hans højeste placering på ATP's verdensrangliste var en andenplads, som han opnåede i februar 1999.

## Grand Slam
Corretjas bedste Grand Slam-resultater i singlerækkerne kom ved French Open, hvor han nåede finalen både i 1998 og 2001. I 1998 tabte han til landsmanden Carlos Moyà, og i 2001 var det brasilianske Gustavo Kuerten der var overmanden.

## OL
Corretja stillede op ved OL 2000 i Sydney i både single og herredouble. I single var han sjetteseedet og vandt først over kroaten Goran Ivanišević, dernæst over franskmanden Arnaud Clément, inden han i tredje runde tabte til tyske Tommy Haas. I double spillede han sammen med Albert Costa, og de vandt først over et argentinsk, dernæst over et tjekkisk og et hviderussisk par. I semifinalen tabte de til australierne Todd Woodbridge og Mark Woodforde, men i kampen om bronzemedaljerne vandt de over sydafrikanerne David Adams og John-Laffnie de Jager.